# Kehidakustány, Zala
Kehidakustány  este un sat în districtul Zalaszentgrót, județul Zala, Ungaria, având o populație de 1.188 de locuitori (2011). 

## Demografie
Componența etnică a satului Kehidakustány
     Maghiari (96,97%)
     Germani (2,06%)
     Necunoscut (0,65%)
     Romi (0,33%)
     Alții (0,65%)
Componența confesională a satului Kehidakustány
     Romano-catolici (55,98%)
     Fără religie (6,14%)
     Reformați (2,61%)
     Necunoscută (33,5%)
     Alte religii (2,1%)
Conform recensământului din 2011, satul Kehidakustány avea 1.188 de locuitori. Din punct de vedere etnic, majoritatea locuitorilor (96,97%) erau maghiari, cu o minoritate de germani (2,06%). Apartenența etnică nu este cunoscută în cazul a 0,65% din locuitori.  Din punct de vedere confesional, majoritatea locuitorilor (55,98%) erau romano-catolici, existând și minorități de persoane fără religie (6,14%) și reformați (2,61%). Pentru 33,5% din locuitori nu este cunoscută apartenența confesională.